# Usznisza

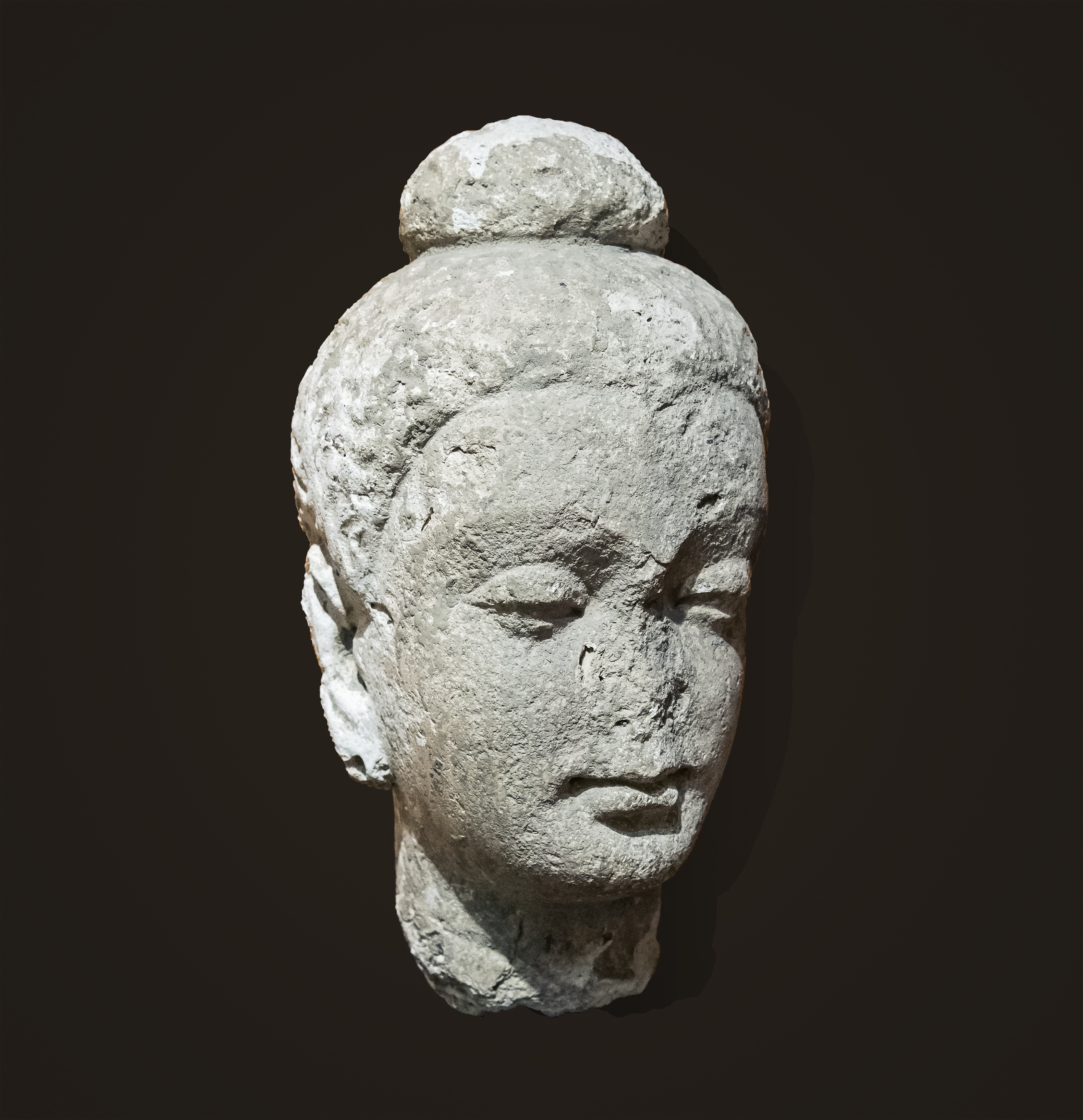
Głowa Buddy ukoronowana przez uszniszę, III wiek, Hadda, Afganistan.

Usznisza ((sanskryt) – उष्णीष, IAST – uṣṇīṣa) – wypukłość (kok) na głowie Buddy. Symbolizuje on osiągnięcie zaufania w przewodnictwie duchowym.
Usznisza nie była opisana od razu w cechach fizycznych Buddy znanych w buddyjskim kanonie. Później jest kilka wzmianek o koku:
„Jego kok jest jak korona” (Dodatkowa charakterystyka, Nr. 53)
„Posiada kok jak koronowany z girlandą kwiatów” (Dodatkowa charakterystyka, Nr. 80)
Pierwszy wizerunek Buddy z I wieku n.e. w synkretycznej grecko-indyjskiej sztuce Gandhary zawiera częściej kok niż ogoloną głowę.
Później uszniszę interpretowano jako nadnaturalną wypukłość czaszki. To odzwierciedlenie koku stawało się bardziej symboliczne, a jego pierwotne znaczenie zostało utracone (Mario Bussagli, „L'art du Gandhara”).